# Родди
Родди (итал. Roddi) — коммуна в Италии, располагается в регионе Пьемонт, в провинции Кунео.
Население составляет 1535 человек (2008 г.), плотность населения составляет 171 чел./км². Занимает площадь 9 км². Почтовый индекс — 12060. Телефонный код — 0173.
В коммуне 15 августа особо празднуется Успение Пресвятой Богородицы.

## Демография
Динамика населения:

## Администрация коммуны
- Официальный сайт: http://www.comune.roddi.cn.it/